# Paragyromitra infula
La Paragyromitra infula, comúnmente conocida como falsa colmenilla encapuchada o silla de montar, es una especie de hongo de la familia Discinaceae. Los capuchones de color marrón rojizo oscuro de los cuerpos fructíferos desarrollan una característica forma de silla de montar en la madurez, y los extremos de ambos lóbulos de la silla de montar se extienden hasta puntas afiladas que sobresalen por encima del nivel del cuerpo fructífero. El estípite es blanco o marrón pálido, liso en el exterior, pero hueco con algunas cámaras en el interior.
La P. infula se encuentra en el hemisferio norte, normalmente a finales de verano y en otoño, creciendo en madera podrida o en suelos duros. Esta especie se considera no comestible, ya que contiene el compuesto tóxico giromitrina que, al ser metabolizado por el organismo, se convierte en monometilhidrazina. La toxina puede eliminarse cocinándola a fondo.

## Taxonomía
El hongo fue descrito por primera vez en 1774 por el micólogo alemán Jacob Christian Schäffer como Helvella infula (la grafía original del género era Elvela).  En 1849, Elias Magnus Fries estableció el género Gyromitra, distinguiéndolo de Helvella en base a un himenio giroso (marcado con líneas onduladas o circunvoluciones); el género se basaba en la especie tipo G. esculenta.  Más tarde, en 1886, el micólogo francés Lucien Quélet transfirió la especie a Gyromitra. En las décadas siguientes persistió cierta confusión en cuanto a la ubicación taxonómica correcta de estos hongos. En 1907, Jean Boudier trasladó tanto a G. esculenta como a H. infula a un género de nueva creación que denominó Physomitra; conservó el género Gyromitra pero «lo basó en un carácter totalmente diferente para excluir del género a la misma especie en la que se basaba». En un intento de reconciliar la confusión que rodeaba la denominación y la identidad de los dos hongos, Fred J. Seaver propuso que ambos eran sinónimos. Seaver propuso que ambos eran sinónimos y que representaban formas variables de la misma especie. Su sugerencia no fue adoptada por micólogos posteriores, que identificaron varias diferencias entre las dos especies, incluido el tiempo de fructificación, así como diferencias macroscópicas y microscópicas. La especie se clasifica ahora en el nuevo género Paragyromitra.
El epíteto específico procede del latín infǔla, una pesada banda de lana retorcida que llevaban los oficiantes romanos en los sacrificios. Se conoce más comúnmente como la silla de montar del duende o la falsa colmenilla encapuchada. Además, P. infula es miembro de un grupo de hongos conocidos colectivamente como «falsas colmenillas», llamadas así por su parecido con las verdaderas colmenillas comestibles del género Morchella. Este grupo incluye especies como Gyromitra esculenta (seta del cerebro), Discina caroliniana (seta del bistec) y Discina gigas (colmenilla de las nieves).

## Descripción
El sombrero del cuerpo del fruto (técnicamente un apotecio) mide unos 2,5-9 cm (1-3+1⁄2 pulg.) de ancho y alto, es de color marrón rojizo a anaranjado y tiene forma de silla de montar con 2-4 lóbulos. Su interior es cameriforme o hueco y con frecuencia presenta manchas de color marrón negruzco en la superficie. Durante el desarrollo del hongo, la periferia del sombrero crece hacia el pie inferior para formar una estructura hueca, aproximadamente acampanada, con la superficie fértil portadora de esporas (el himenio) en el exterior; como el crecimiento de la superficie del himenio continúa expandiéndose incluso después de unirse al pie, el himenio ya no puede seguirlo y se arquea formando pliegues y almohadillas.
El estípite, en su mayor parte hueco, mide entre 2 y 8 cm de alto y tiene un grosor de entre 1 y 2,5 cm; su color varía del marrón rojizo al blanquecino o incluso azulado, pero suele ser más claro que el sombrero. El contexto (carne) tiene un grosor de 1-2 milímetros, es quebradizo y de blanquecino a parduzco. Carece de olor o sabor notables.
Las ascosporas tienen forma elipsoidal, son hialinas, lisas y de paredes finas, con unas dimensiones de 17-22 por 7-9 μm. También son biguttuladas y contienen dos grandes gotas de aceite en cada extremo. Las células productoras de esporas, los ascos, son aproximadamente cilíndricos, con ocho esporas, operculados (se abren por una tapa apical para descargar las esporas) y tienen unas dimensiones de 200-350 por 12-17 |μm. El diámetro de las paráfisis en forma de garrote es de 7-10 μm en el ápice.

### Especies similares
La Gyromitra esculenta tiene una superficie arrugada (similar a las circunvoluciones cerebrales), no ondulada ni abultada como P. infula. La Paragyromitra ambigua tiene un aspecto muy similar, y aunque normalmente no es posible discernir entre las dos especies sin examinar las características microscópicas, se dice que P. ambigua tiene tintes púrpuras más pronunciados en el estípite y tiene esporas más grandes (de unos 22-30 μm de largo). La Discina brunnea es más robusta con un tallo blanco, con un sombrero arrugado que normalmente carece de puntos.
El sombrero en forma de silla de montar de P. infula también podría inducir a confusión con algunas especies del género Helvella, pero estos últimos hongos suelen tener colores más grises y estipes más finos y estriados (por ejemplo, H. maculata, que tiene una carne claramente blanca).

## Distribución y hábitat
La P. infula está ampliamente distribuida por los bosques boreales, montanos y costeros de Norteamérica. Su área de distribución en Norteamérica se extiende hacia el norte hasta Canadá y hacia el sur hasta México. También se ha descrito su presencia en Sudamérica, Europa y Asia.

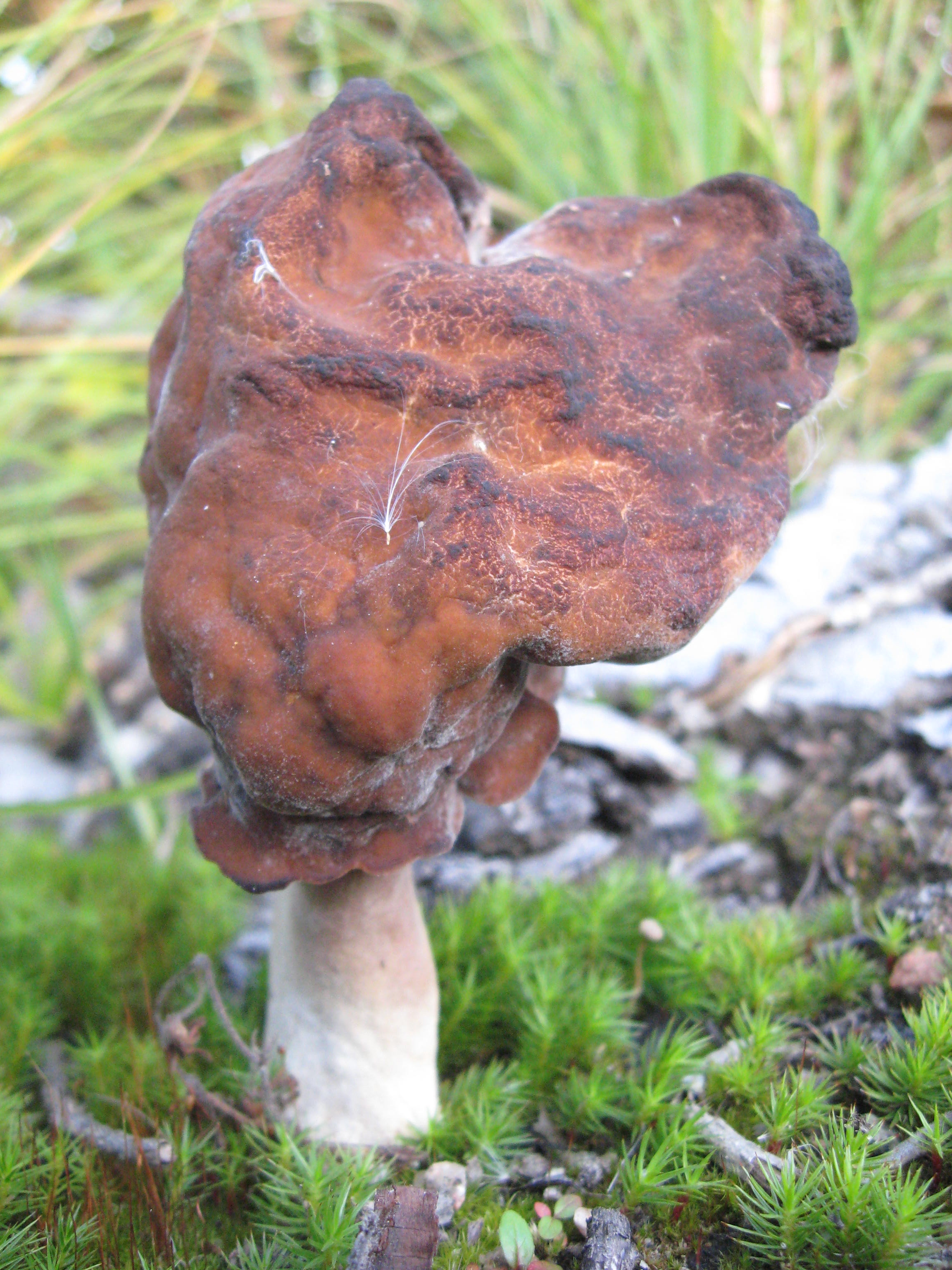
P. infula en el norte de Saskatchewan

El hongo puede encontrarse creciendo de forma aislada o dispersa en bosques de coníferas o cerca de ellos en otoño, a menudo sobre madera podrida. También es frecuente encontrarlo en terrenos compactados, como junto a caminos rurales, o en campings. Las coníferas asociadas incluyen Picea glauca, P. mariana, P. sitchensis, Pinus contorta, P. banksiana, P. monticola, Abies balsamea, A. grandis, Pseudotsuga menziesii, Tsuga heterophylla, Larix occidentalis, Thuja plicata, así como las especies de árboles caducifolios Populus balsamifera, P. tremuloides, Acer macrophyllum, Alnus species y Betula papyrifera.

## Toxicidad
Este hongo no es comestible, ya que contiene el compuesto tóxico giromitrina, que cuando se digiere se metaboliza en monometilhidrazina, un componente importante del combustible para cohetes. Sin embargo, un estudio más reciente de 2023 no encontró rastros de giromitrina en G. infula utilizando un nuevo método de cromatografía.
Aunque gran parte de la giromitrina puede eliminarse sancochándola con grandes cantidades de agua, su consumo no es aconsejable debido a los posibles efectos a largo plazo sobre la salud. Existen pruebas de que incluso pequeñas dosis de giromitrina pueden tener un efecto cancerígeno acumulativo.